# Vallée des tombeaux
La Vallée des tombeaux ou le Wadi el-Qebour (en arabe : وادي القبور) est une nécropole au sud-ouest de la cité antique de Palmyre en Syrie, aisément reconnaissable à ses tours funéraires dont celles d'Aténatan, Kitôt, Jamblique ou Elahbêl, qui furent détruites en 2015 par l'organisation terroriste État islamique. Il y a aussi des tombes hypogées.

## Source
- https://archeologie.culture.fr/palmyre/fr/necropole